# Piave (piroscafo)
Il Piave è stato un piroscafo misto italiano, violatore di blocco durante la seconda guerra mondiale.

## Storia
Impostata nel febbraio 1916 nel cantiere San Rocco di Muggia per conto della Navigazione Libera Triestina – compagnia all'epoca austro-ungarica –, con sede a Trieste, l'unità, a causa della prima guerra mondiale, poté essere varata solo nel giugno 1919, risultando la prima nave varata dai cantieri San Rocco dopo la fine della guerra. Completato nel maggio 1921 (la Navigazione Libera Triestina era frattanto divenuta, a seguito della dissoluzione dell'Impero austro-ungarico e dell'annessione della Venezia Giulia all'Italia, una compagnia italiana) ed iscritto al Compartimento marittimo di Trieste (matricola 414), il Piave era un grosso piroscafo misto da 7565 (o 7434) tonnellate di stazza lorda, ed apparteneva ad un gruppo di cinque piroscafi gemelli: gli altri erano il Timavo, il Rosandra (entrambi costruiti nei cantieri San Rocco), il Monte Grappa ed il Duchessa d’Aosta (costruiti invece nei cantieri San Marco di Trieste). Tali navi si caratterizzavano per la presenza, a prua ed a poppa, di quattro grandi alberi da carico a traliccio, con base bipode.
Nel 1924, per un breve periodo, il Piave venne ribattezzato Piave II, tornando poi all'originaria denominazione. Nel 1937, con l'assorbimento della Navigazione Libera Triestina, al pari di altre società minori (Veneziana e Marittima Italiana), da parte della Società anonima di Navigazione Lloyd Triestino, anch'esso con sede a Trieste, il Piave e le unità gemelle (tranne il Monte Grappa, naufragato nel 1922) passarono alla nuova società.
All'entrata dell'Italia nel secondo conflitto mondiale, il 10 giugno 1940, il Piave si trovava a Massaua, nella colonia italiana dell’Eritrea, ed in tale porto stazionò inattivo per nove mesi, insieme alle altre numerose navi mercantili bloccate a Massaua dallo scoppio del conflitto. 

Una fotografia del Piave con i colori della Navigazione Libera Triestina.

 L'inizio dell'Operazione Compass in Africa settentrionale e la sconfitta delle truppe italiane a Sidi el Barrani, tra il 9 ed il 12 dicembre 1940, segnò definitivamente l'impossibilità per le truppe italiane della Libia di raggiungere l'Africa Orientale Italiana in tempo per spezzarne l'accerchiamento, essendo previsto che le scorte di carburante di tale possedimento si sarebbero esaurite entro il giugno 1941. In previsione della futura ed inevitabile caduta di tale colonia, venne pianificata la partenza dall'Eritrea delle poche navi dotate di autonomia sufficiente ad affrontare lunghe traversate verso l'Estremo Oriente o verso la Francia occupata, e la distruzione di tutte le altre navi per evitarne la cattura. Le unità in grado di affrontare una traversata oceanica violando il blocco nemico furono individuate nelle motonavi mercantili India ed Himalaya, nel Piave, nella nave coloniale Eritrea e negli incrociatori ausiliari RAMB I e RAMB II, oltre che nei sommergibili Perla, Guglielmotti, Archimede e Galileo Ferraris: tutte tali unità partirono tra febbraio e marzo 1941, con diverse destinazioni e differenti sorti (i sommergibili raggiunsero Bordeaux in Francia, l'Himalaya raggiunse anch'essa Bordeaux dopo una tappa in Brasile, la RAMB I venne affondata in combattimento dall'incrociatore HMNZS Leander mentre la RAMB II e l'Eritrea raggiunsero il Giappone).
Il 30 marzo 1941 il Piave lasciò Massaua diretto nell'Oceano Indiano (una settimana prima era partita l'India, una motonave da carico anch'essa appartenente al Lloyd Triestino). Dopo aver percorso circa cento miglia, tuttavia, le macchine del piroscafo ebbero un'avaria: la nave dovette così invertire la rotta e, procedendo a bassa velocità, rientrare in Eritrea, ormeggiandosi nella base navale di Assab, accanto al piroscafo passeggeri Sannio, anch'esso del Lloyd Triestino. Il Piave era stato preceduto ad Assab dall'India, costretta a rinunciare alla traversata a causa delle avverse condizioni meteomarine. Il 2 aprile «Marisupao» (il Comando Navale Africa Orientale Italiana) ricevette notizia che il piroscafo tedesco Bertrand Rickmers, che aveva tentato di forzare il blocco britannico, era stato intercettato ed affondato (il 24 marzo un altro mercantile tedesco, l'Oder, era stato catturato, e ciò aveva indotto un primo dirottamento dell'India su Assab), pertanto venne ordinato che l'India ed il Piave restassero ad Assab e lì si autoaffondassero.
Il 10 aprile 1941, all'atto della caduta di Assab, il Piave, il Sannio e l'India si autoaffondarono per evitare la cattura. Il relitto del piroscafo venne recuperato dagli inglesi, che avevano occupato la località, nel 1950. Dichiarata buona preda, la carcassa venne demolita nel 1951.